# Wiktorija Ziabkina
Wiktorija Wiktorowna Ziabkina (ros. Виктория Викторовна Зябкина; ur. 4 września 1992 w Ałmaty) – kazachska lekkoatletka.
Pochodzi z lekkoatletycznej rodziny. Jej ojciec Wiktor Ziabkin był reprezentantem ZSRR w biegach sprinterskich, a matka Oksana Zielinska była mistrzynią Azji w trójskoku. Za ich namową zaczęła w wieku 10 lat trenować lekkoatletykę. Ma młodszą siostrę Olgę. Zdobyła tytuł bakałarza w specjalności tłumacz i zaczęła studia magisterskie na Kazachskim Uniwersytecie Narodowym na kierunku wychowanie fizyczne.
W 2012 wystartowała na igrzyskach olimpijskich w biegu na 200 m, jednakże odpadła w pierwszej rundzie, zajmując 7. miejsce w swoim biegu eliminacyjnym z czasem 23,49 s, a także wywalczyła brązowy medal halowych mistrzostw Azji na 60 m z czasem finałowym 7,44 s. W 2013 została mistrzynią Azji na 200 m z czasem finałowym 23,62 s. Rok później zdobyła srebrny medal igrzysk azjatyckich w sztafecie 4 × 100 m. W 2015 wywalczyła dwa medale mistrzostw Azji: złoty na 200 m z czasem finałowym 23,09 s i srebrny na 100 m z czasem finałowym 11,34 s. W tym samym roku zdobyła również trzy złote medale uniwersjady: na 100 m z czasem 11,23 s i 200 m z czasem 22,77 s oraz w sztafecie 4 × 100 m z czasem 44,28 s, a także wystartowała również na mistrzostwach świata na 100 i 200 m. W pierwszej konkurencji odpadła w półfinale, zajmując 6. miejsce w swoim biegu, pobijając czasem 11,19 s rekord życiowy, natomiast na dwukrotnie dłuższym dystansie także zakończyła rywalizację na półfinale, plasując się na 5. pozycji w swoim biegu, wyrównując czasem 22,77 s rekord kraju. W 2016 została halową mistrzynią Azji na 60 m z czasem 7,27 s. Wystartowała także na igrzyskach olimpijskich, na których była 50. w biegu na 100 m z czasem 11,69 s i 45. na 200 m z czasem 23,34 s; wystartowała także w sztafecie 4 × 100 m, która z czasem 43,41 s zajęła 7. miejsce w swoim biegu eliminacyjnym, jednakże później została zdyskwalifikowana. Rok później wywalczyła trzy złote medale podczas mistrzostw Azji w Bhubaneswar: w biegach na 100 i 200 metrów oraz w biegu rozstawnym 4 × 100 m. W tym samym roku bez medali zaliczyła starty podczas mistrzostw świata w Londynie i na uniwersjadzie w Tajpej. Jej trenerką jest Lubow Nikitienko.
Wielokrotna medalistka mistrzostw kraju. Mistrzyni Kazachstanu na 200 m z 2013 z czasem 23,64 s i wicemistrzyni kraju na 200 m z 2014 roku z czasem 23,22 s. Halowa mistrzyni Kazachstanu na 60 m z 2015 roku z czasem 7,50 s oraz na 60 i 200 metrów z 2016 roku.

## Rekordy życiowe
- bieg na 60 metrów (hala) – 7,20 s (Ust-Kamienogorsk, 29 stycznia 2016), rekord Kazachstanu
- bieg na 100 metrów – 11,15 s (Ałmaty, 25 czerwca 2016)
- bieg na 200 metrów – 22,66 s (Ałmaty, 26 czerwca 2016), rekord Kazachstanu
- bieg na 200 metrów (hala) – 23,25 s (Ust-Kamienogorsk, 30 stycznia 2016), rekord Kazachstanu